# O2 아레나 (프라하)
O2 아레나(O2 Arena)는 체코 프라하에 있는 다목적 경기장이다.

## 같이 보기
- O2 아레나 (런던)